# Blow in the Wind
Blow in the Wind is het derde studioalbum van de Amerikaanse punk- en coverband Me First and the Gimme Gimmes. Het album werd uitgegeven via het label Fat Wreck Chords op 20 maart 2001 op cd en vinyl. Het album bevat covers van hits uit de jaren 60. De versie van het nummer "Sloop John B" die op dit album te horen is, is ook te horen in de film The Wolf of Wall Street.

## Nummers
1. "Blowin' in the Wind" (Bob Dylan) - 1:44
2. "Sloop John B"  (The Beach Boys) - 2:09
3. "Wild World" (Cat Stevens) - 2:30
4. "Who Put the Bomp (In the Bomp, Bomp, Bomp)" (Barry Mann en The Halos) - 2:00
5. "Elenore" (The Turtles) - 2:33
6. "My Boyfriend's Back" (The Angels) - 2:10
7. "All My Loving" (The Beatles) - 1:54
8. "Stand By Your Man" (Tammy Wynette) - 2:01
9. "San Francisco (Be Sure to Wear Flowers in Your Hair)" (Scott McKenzie) - 1:47
10. "I Only Want to Be with You" (Dusty Springfield) - 2:12
11. "Runaway" (Del Shannon) - 1:57
12. "Will You Still Love Me Tomorrow?" (The Shirelles) - 2:05
13. "Different Drum" (Linda Ronstadt) - 2:31

## Band
- Spike Slawson - zang
- Chris Shiflett  - gitaar
- Joey Cape - slaggitaar
- Fat Mike - basgitaar
- Dave Raun - drums